# مصرف الطيف الإسلامي للاستثمار والتمويل
 مصرف الطيف الإسلامي للاستثمار والتمويل مصرف عراقي أهلي أُسس عام 2018،  يبلغ رأس المال للمصرف 250 مليار دينار عراقي 2024.

## التطبيقات

### تطبيق Taif Pay طيف باي

#### مميزات تطبيق الطيف

##### الدفع لشخص ما
الدفع بسهولة لأي زبون في مصرف الطيف الإسلامي، الخدمة مجانية، ولا توجد عمولات أو أي رسوم مخفية أخرى. يعتبر الدفع عبر رمز الاستجابة السريعة QR من أسهل وأسرع الطرق المعتمدة، وهي آلية خالية من المتاعب أيضاً. لن تضطر إلى إدخال رقم حساب مصرفي طويل - ما عليك سوى الحصول على رمز الاستجابة السريع QR الخاص بالمستفيد.

##### طلب المال
امنح أصدقائك خيار دفع سريع وسهل بدون لمس. ببساطة يمكن ان يستخدم الشخص الدافع تطبيق TIB-Online لمسح رمز الاستجابة السريعة QR الخاص بك.أنشئ رمز الاستجابة السريعة المتفرد الخاص بك وشاركه مع الأصدقاء أو أعرضه لهم حتى يتمكنوا من مسحه ضوئياً والدفع لك.

##### تعبئة الحساب
طريقة مريحة لتعبئة حسابك دون زيارة فروع المصرف.
عن طريق البطاقات المصرفية كافة,او عن طريق اجهزة كشك ,او عن طريق الصراف الالي ويكون الايداع مجاني ,او عن طريق مراجعة احد فروع المصرف .او قم بشراء بطاقة الطيف من أي بائع بطاقات قريب منك، واختر أي فئة من بين 50 ألف و 100 ألف و 250 ألف و 500 ألف دينار عراقي. ما عليك سوى مسح رمز الاستجابة السريعة QR من البطاقة وتعبئة المبلغ إلى حسابك.

#### دفع اجور سائقي التوصيل
يمكن دفع اجور سائق التوصيل من توترز وطلباتي وتكسي بلي.

## الاستثمارات
- شركة المسارات للخدمات النفطية           (100.00%)
- شركة البيت الاخضر للاستثمار العقاري     (100.00%)
- شركة الكوخ الذهبي للتجارة العامة           (100.00%)

## الجوائز
اتحاد المصارف العربية يكرم مصرف الطيف الإسلامي بجائزة أفضل مصرف رقمي في العراق
بيروت – 27.05.2021